# 바그다드 전지

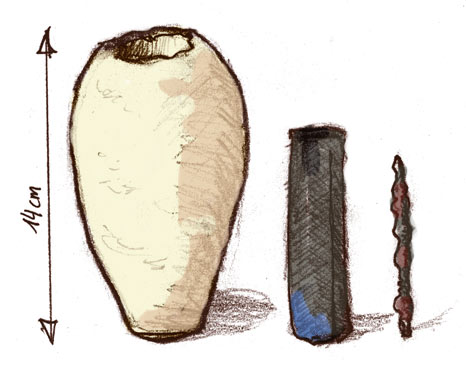
바그다드 전지. 대개 전지의 일종으로 여긴다.

바그다드 전지(영어: Baghdad Battery)는 사산 왕조 페르시아 시대에서 파르티아 제국 시대에 만들어진 토기(土器)로 용도는 분명하지 않으나, 일반적으로 초기 형태의 전지로 추정되고 있다.

## 발견 및 논란
바그다드 전지는 1936년에 이라크의 수도인 바그다드의 남쪽에 위치한 후주트 라부라는 작은 마을에서 발견되었고, 발견 당시에는 과일즙의 성분이 검출되었기 때문에 단순히 술을 담는 데 쓰인 단지로 여겨졌다. 그러나 술단지라기에는 철과 구리로 된 막대가 들어있는 등, 구조가 독특했고, 이 유물에서 전류가 흐른다는 사실이 밝혀지면서 처음으로 이 유물이 전지의 일종인 갈바니 전지라는 주장이 제기되었다. 물론, 이 유물을 단순한 포도주 단지로 보는 시각도 없진 않아서, 오늘날까지 논란은 계속되고 있다.

## 대중문화 미디어에서 다룬 바그다드 전지
미국의 다큐멘터리 채널인 디스커버리 채널에서 방영하는 호기심 해결사에서 바그다드 전지의 용도에 관한 비밀을 밝혀내는 에피소드가 방송된 적이 있었다.